# غوردون فورد
غوردون فورد (بالإنجليزية: Gordon Ford)‏ هو مهندس معماري أسترالي، ولد في 1918، وتوفي في 1999.